# My Legendary Girlfriend
«My Legendary Girlfriend» первый сингл с альбома Separations британской группы Pulp. Первый раз был издан в 1991 на 12" виниле, после переиздан в 1992 с другими би-сайдами на 7" виниле и ограниченным тиражом в 500 копий, и, наконец, в 1996 на CD, с оригинальными песнями.

## Списки песен

### 12" винил, CD
1. «My Legendary Girlfriend»
2. «Is This House?»
3. «This House Is Condemned»

### 7" винил
1. «My Legendary Girlfriend» (live)
2. «Sickly Grin» (1982 демо)
3. «Back In L.A.» (1984 демо)